# Elvis: As Recorded Live On Stage In Memphis
Elvis Recorded Live on Stage in Memphis es el quincuagésimo tercer álbum y el sexto álbum en directo del músico y cantante estadounidense Elvis Presley, publicado por la compañía discográfica RCA Victor en julio de 1974. El álbum fue grabado en directo en el Midsouth Coliseum de Memphis el 20 de marzo del mismo año, el mismo día en que se publicó el álbum Good Times. Supuso el quinto álbum en directo de Presley en menos de cinco años, así como el último publicado en vida del artista. El álbum le valió su tercer premio Grammy por su interpretación de «How Great Thou Art», incluido en el álbum, y llegó al puesto 33 de la lista estadounidense Billboard 200. Además, fue certificado como disco de oro por la Recording Industry Association of America en julio de 1999.
Aunque no le supuso un gran éxito comercial, le valió el tercer y último Grammy de su carrera, que ganó en la categoría de mejor interpretación inspiracional en los premios de 1968. La grabación en directo de «Let It Be Me» publicada en este álbum fue utilizada como relleno en Moody Blue, su último álbum de estudio. Fue también publicado como un disco promocional de 45 RPM, con la misma canción en ambas caras.
El álbum también llegó al primer puesto en la lista de discos country, y supuso su último trabajo en alcanzar el top 40 hasta el lanzamiento de Moody Blue en 1977. En el Reino Unido, llegó al puesto 44 de la lista UK Albums Chart.
En marzo de 2014, coincidiendo con el 40.º aniversario del concierto, Sony Music reeditó el álbum como un doble disco compacto. El primer disco incluyó el concierto completo, con temas omitidos de la edición original en vinilo, mientras que el segundo disco incluyó un concierto casi idéntico grabado en el Richmond Coliseum dos días antes, con una lista de canciones similar. El segundo disco también incluyó material previamente inédito, así como ensayos en el estudio procedentes de agosto de 1974.

## Lista de canciones
| Cara A | | |          |  |
| N.º    | Título | Escritor(es) | Duración |  |
| 1.     | «See See Rider» | Tradicional, arr. Elvis Presley | 3:03     |  |
| 2.     | «I Got a Woman»/«Amen» | Ray Charles, Renald Richard | 4:45     |  |
| 3.     | «Love Me (canción de Leiber/Stoller)»                                                                                     | Jerry Leiber, Mike Stoller | 1:50     |  |
| 4.     | «Trying to Get to You» | Rose Marie McCoy, Charlie Singleton | 2:02     |  |
| 5.     | «Long Tall Sally»/«Whole Lotta Shakin' Goin' On» «Your Mama Don't Dance»/«Flip Flop and Fly»/«Jailhouse Rock»/«Hound Dog» | Enotris Johnson, Robert Blackwell, Penniman / Dave "Curlee" Williams, Sunny David / Kenny Loggins, Jim Messina / Jesse Stone, Lou Willie Turner / Jerry Leiber and Mike Stoller | 3:32     |  |
| 6.     | «Why Me Lord?» | Kris Kristofferson | 2:50     |  |
| 7.     | «How Great Thou Art» | Stuart K. Hine | 3:44     |  |

| Cara B |                                            |                                                  |          |  |
| N.º    | Título                                     | Escritor(es)                                     | Duración |  |
| 1.     | «Blueberry Hill» «I Can't Stop Loving You» | Al Lewis, Vincent Rose, Larry Stock Don Gibson   | 2:59     |  |
| 2.     | «Help Me»                                  | Larry Gatlin                                     | 2:42     |  |
| 3.     | «An American Trilogy»                      | Mickey Newbury                                   | 3:57     |  |
| 4.     | «Let Me Be There»                          | John Rostill                                     | 3:33     |  |
| 5.     | «My Baby Left Me»                          | Arthur Crudup                                    | 2:22     |  |
| 6.     | «Lawdy Miss Clawdy»                        | Lloyd Price                                      | 2:14     |  |
| 7.     | «Can't Help Falling in Love»               | George David Weiss, Hugo Peretti, Luigi Creatore | 1:36     |  |
| 8.     | «Closing Vamp»                             | —                                                | 0:47     |  |

## Personal
- Elvis Presley - voz, guitarra acústica
- James Burton - guitarra
- Charlie Hodge - guitarra acústica, coros
- John Wilkinson - guitarra rítmica
- Glen D. Hardin - piano
- J.D. Sumner and the Stamps - coros
- Kathy Westmoreland - coros
- The Sweet Inspirations - coros
- Duke Bardwell - bajo
- Ronnie Tutt - batería

## Posición en listas
| País           | Lista                | Posición |
| -------------- | -------------------- | -------- |
| Estados Unidos | Billboard Pop Albums | 44       |
| Reino Unido    | UK Albums Chart      | 33       |